# プリス・モルガン
プリス・モルガン（Prys Morgan, FRHistS FSA FLSW、1937年 - ）は、ウェールズの歴史家。

## 経歴
プリス・モルガンは、1937年にイギリス、ウェールズのカーディフに、学者T・J・モルガンの息子として生まれた。弟であるロドリ・モルガンと同じく、プリス・モルガンは、ウィットチャーチのウィットチャーチ・グラマースクール（ウィットチャーチ高校の前身）から、オックスフォード大学のセント・ジョンズ・カレッジに進んだ。
1964年から、かつて父が教授職を務めていたスウォンジー大学で、歴史学を教え始めた。モルガンは、現在は同大学の名誉教授である。
研究職から引退した後、モルガンはスウォンジーのナショナル・アイステッズヴォッド・オブ・ウェールズ会長、オナラブル・ソサエティ・オブ・クムロドリオン会長を務め、さらに、アベリストウィスのウェールズおよびケルト研究センター (the Centre for Welsh and Celtic Studies) におけるヨロ・モルガヌグ・プロジェクトの共同代表となった。モルガンはまた、ウェールズ学会の創設会員フェロー (Founding Fellow) のひとりであり、設立委員会の委員のひとりでもあった。

## おもな業績
- Iolo Morganwg (1975)
- The Eighteenth Century Renaissance (1981)
- Wales – The Shaping of a Nation (1984)
- Bible for Wales – Beibl i Gymru (1988)
- Tempus Illustrated History of Wales (2000)

- 日本語に翻訳された論文に、エリック・ホブズボウム/テレンス・レンジャー編『創られた伝統』（紀伊国屋書店、1992年）所収の「死から展望へ - ロマン主義時代におけるウェールズ的過去の探求 (From a death to a view: the hunt for the Welsh past in the romantic period)」（前川啓治、長尾史郎訳、pp.73-161）がある。